# Odontosyllis lucifera
Odontosyllis lucifera är en ringmaskart som först beskrevs av Addison Emery Verrill 1875.  Odontosyllis lucifera ingår i släktet Odontosyllis och familjen Syllidae. Inga underarter finns listade i Catalogue of Life.